# Bolesław Kowalczyk
Bolesław Kowalczyk (ur. 15 października 1936 w Gnieźnie, zm. 3 grudnia 2023) – polski lekkoatleta średniodystansowiec, dwukrotny mistrz Polski.
Absolwent Gimnazjum i Liceum im. Bolesława Chrobrego w Gnieźnie, gdzie w 1954 zdał maturę. Rozpoczął uprawianie sportu od boksu w klubie Ogniwo Gniezno, ale wkrótce przeniósł swe zainteresowania na lekkoatletykę. W 1955 zakwalifikował się do reprezentacji Polski juniorów. Potem przez jakiś czas osiągał gorsze rezultaty, by wejść to czołówki krajowej w biegu na 1500 metrów na początku lat 60.
Był mistrzem Polski w biegu przełajowym na 3,5 km w 1964 i w biegu na 1500 metrów w 1965, wicemistrzem na 1500 m w 1962 i 1963 oraz w biegu przełajowym na 3 km w 1963, a także brązowym medalistą na 1500 metrów w 1960, 1961 i 1967. 
W latach 1962–1965 wystąpił w jedenastu meczach reprezentacji Polski w biegach na 800 metrów i na 1500 metrów, odnosząc 3 zwycięstwa indywidualne.
Rekordy życiowe:
- bieg na 800 metrów – 1:49,1 (19 września 1965, Poznań)
- bieg na 1000 metrów – 2:22,2 (7 lipca 1963, Bydgoszcz)
- bieg na 1500 metrów – 3:44,0 (26 czerwca 1964, Praga)

Był zawodnikiem Kolejarza Gniezno, AZS Poznań i Zawiszy Bydgoszcz.